# Wybory parlamentarne na Cyprze Północnym w 2009 roku
Wybory parlamentarne na Cyprze Północnym odbyły się 19 kwietnia 2009 roku. Były to wybory przedterminowe. Turcy cypryjscy wybierali 50 deputowanych do Zgromadzenia Republiki. Zwyciężyła opozycyjna Partia Jedności Narodowej, na którą zagłosowało 44,07% wyborców. Frekwencja w wyborach wyniosła 81,42%.
O przeprowadzeniu przedterminowych wyborów parlamentarnych zdecydowała rządząca Turecka Partia Republikańska.

## Wyniki
W wyborach zwyciężyła Partia Jedności Narodowej, a do parlamentu dostało się pięć ugrupowań.
| Nazwa partii                 | Głosy   | Procent | Mandaty | +/- |
| ---------------------------- | ------- | ------- | ------- | --- |
| Partia Jedności Narodowej    |         | 44,07%  | 26      | +7  |
| Turecka Partia Republikańska |         | 29,15%  | 15      | -9  |
| Partia Demokratyczna         |         | 10,65%  | 5       | -1  |
| Wspólna Demokratyczna Partia |         | 6,87%   | 2       | +1  |
| Partia Wolności i Reform     |         | 6,20%   | 2       | +2  |
| Partia Zjednoczonego Cypru   |         | 2,42%   | 0       | -   |
| Politycy dla Ludzi           |         | 0,50%   | 0       | -   |
| Niezależni                   |         | 0,14%   | 0       | -3  |
| Suma (frekwencja 81,42%)     | 161 373 | 100,00% | 50      | -   |